# Любовь и другие лекарства
«Любовь и другие лекарства» (англ. Love and Other Drugs) — американский художественный фильм 2010 года, основанный на научно-популярной автобиографической книге Hard Sell: The Evolution of a Viagra Salesman Джейми Рейди, опубликованной на русском языке под названием «Как я продавал виагру. Правдивая история о голубой таблетке, которую знает весь мир, о людях, продающих возбуждение, и о тайнах фармацевтического бизнеса».
В американский и канадский прокат фильм вышел 24 ноября 2010 года, получив смешанные отзывы от критиков. В России вышел 27 января 2011 года.

## Сюжет
Джейми Рэнделл (Джейк Джилленхол) продаёт бытовую технику в магазине, но после неудачного секса с коллегой лишается и этой работы. Младший брат-бизнесмен даёт совет стать коммерческим агентом по продаже лекарств.
Джейми отправляется на курсы в компанию «Pfizer» и после начинает обрабатывать врачей для того, чтобы они выписывали пациентам «Золофт», а не «Прозак». За взятку в $1000 он становится тенью доктора Стэна Найта и пытается изучить медкухню изнутри. На одном из врачебных приёмов он знакомится c Мэгги (Энн Хэтэуэй). Она — редкая красавица, страдающая начальной стадией болезни Паркинсона. К доктору обратилась по поводу депрессии.
Мэгги легко идёт на секс с Джейми, кажется, что она живёт легко, одним днём. На самом деле Мэгги отчаянно ищет любовь, настоящую любовь. Из-за неизлечимой болезни её личная жизнь не складывается. Недоумённый вопрос Джейми, почему она рассталась с предыдущим парнем, ранит её, и она молчит. Ответ Джейми получил в клубе больных болезнью Паркинсона, куда Мэгги однажды пригласила его зайти. «Я люблю свою жену, но ты лучше найди здоровую женщину. Я бы не хотел пройти через это второй раз», сказал ему один посетитель клуба. Джейми пытается лечить Мэгги, водит её по врачам. Сперва она подчиняется, но потом говорит: «Хватит». Лекарства для этой болезни нет, перспектива — ухудшение. Она предлагает Джейми просто любить её. Он не согласен. Мэгги не видит в Джейми любви, а только эгоизм, и они расстаются.
Джейми получает приглашение на работу в Чикаго. Спрашивая у своего босса Брюса Джексона, почему тот не едет в Чикаго, Джейми получает ответ, что деньги в жизни — не главное. Брюсу нравится тихая спокойная жизнь в маленьком городке, в маленьком доме, такая жизнь, которую он ведёт.
Собирая вещи, Джейми просматривает видеозапись своего разговора с Мэгги. Внезапно он понимает, что Мэгги нужна ему такой, какая она есть. У него потребность любить её и заботиться о ней. Джейми находит Мэгги, уговаривает её позволить ему заботиться о ней и любить её. Кажется, Мэгги встретила того, кого ждала всю жизнь. Джейми не едет в Чикаго, остаётся с Мэгги. Он нашёл смысл жизни. Они счастливы вместе.

## В ролях
- Джейк Джилленхол — Джейми
- Энн Хэтэуэй — Мэгги
- Джош Гад — Джош Рэнделл, младший брат Джейми
- Хэнк Азариа —  Доктор Стэн Найт
- Джуди Грир — Синди
- Гэбриел Махт — Трей Ханниган, конкурент Джейми, бывший бойфренд Мэгги
- Оливер Платт — Брюс Джексон, босс Джейми, мечтающий переехать в более перспективный с точки зрения продаж Чикаго
- Джордж Сигал — доктор Джеймс Рэнделл
- Джилл Клейберг — Нэнси Рэнделл
- Кэтрин Уинник — Лиза
- Джейми Александер — Кэрол
- Никки Делоач — Кристи
- Скотт Коэн — Тед Голдштейн
- Максимилиан Осински[англ.] — Нед

## Съёмки
Основные съёмки фильма стартовали в Питтсбурге, штат Пенсильвания 21 сентября 2009 года. Город был выбран за свою атмосферу, богатую медицинскую историю и государственную налоговую поощрительную программу в поддержку кинопроизводства.

## Награды и номинации
| Год  | Премия          | Категория                                    | Получатель                               | Результат |
| ---- | --------------- | -------------------------------------------- | ---------------------------------------- | --------- |
| 2010 | Satellite Award | Лучший актёр в фильме, комедии или мюзикле   | Джейк Джилленхол за роль Джейми Рэнделла | Номинация |
| 2010 | Satellite Award | Лучшая актриса в фильме, комедии или мюзикле | Энн Хэтэуэй за роль Мэгги Мёрдок         | Победа    |
| 2010 | WAFCA Award     | Лучшая актриса                               | Энн Хэтэуэй за роль Мэгги Мёрдок         | Номинация |
| 2011 | Золотой глобус  | Лучшая мужская роль — комедия или мюзикл     | Джейк Джилленхол за роль Джейми Рэнделла | Номинация |
| 2011 | Золотой глобус  | Лучшая женская роль — комедия или мюзикл     | Энн Хэтэуэй за роль Мэгги Мёрдок         | Номинация |

## Саундтрек
| №  | Название                           | Автор(ы)                          | Исполнитель                       | Длительность |
| -- | ---------------------------------- | --------------------------------- | --------------------------------- | ------------ |
| 1. | «Way Over Yonder in the Minor Key» | Билли Брэгг                       | Билли Брэгг, Wilco                |              |
| 2. | «Show-Biz Blues»                   | Питер Грин                        | Fleetwood Mac                     |              |
| 3. | «Fidelity»                         | Регина Спектор                    | Регина Спектор                    |              |
| 4. | «Praise You»                       | Fatboy Slim, Камилль Ярброу       | Fatboy Slim                       |              |
| 5. | «Heaven Is A Place On Earth»       | Рик Новелс, Эллен Шипли           | Белинда Карлайл                   |              |
| 6. | «Blue Pill»                        | Стюарт Майкл Томас, Steve Krespel | Стюарт Майкл Томас, Steve Krespel |              |
| 7. | «A well respected man»             | The Kinks                         | The Kinks                         |              |

Музыка из трейлера и рекламных роликов:
- INXS — («Stay With Me) Beautiful Gir»
- Neon Trees — «Animal»
- The Cure — «Just Like Heaven»
- Feeder — «Feeling A Moment»
- OneRepublic — «Secrets»
- Roxy Music — «Love Is The Drug»
- Cameo — «Word Up»
- Smokey Robinson & The Miracles — «The Tracks Of My Tears»

## Технические характеристики
Камера:
Panavision Panaflex Millennium XL, Panavision Primo and Angenieux Optimo Lenses, Panavision Panaflex Platinum, Panavision Primo and Angenieux Optimo Lenses
Лаборатория:
DeLuxe
Формат съёмок:
35 mm (Kodak Vision2 200T 5217, Vision3 500T 5219)
Съёмочный процесс:
Digital Intermediate (2K) (master format), Super 35 (3-perf) (source format)
Формат копии:
35 mm (spherical) (Kodak Vision 2383)
Формат изображения:
1.85 : 1
Изображение:
цветное